# 司空姓
司空姓是漢字複姓之一，百家姓排行第440。来自于中国古代官名司空，六卿之一，據說是宋武公、唐堯的後人。有些少數民族使用此姓，在明代後，許多人改姓為宋姓、唐姓、杜姓等。

## 姓氏起源

### 宋武公后代
宋武公名為司空，有後人就以司空為姓。

### 杜蒍的后代
据传杜蒍于春秋时期在晋国担任过司空一职，其后代苗裔就以其官职作为姓氏。杜蒍據說乃唐堯的後人。

### 夏禹后代
传说夏禹的后代中，以夏禹曾经担任过的官职“司空”为姓氏。

### 少數民族
蒙古族、苗族等有改司空姓者。 

## 郡望堂號
- 顿丘郡：晋武帝时置郡，相当于现在河南省浚县一带地区。
- 耐辱堂：唐朝时候，司空图任礼部郎中，避乱于中条山王官峪，建“休休亭”，自号“耐辱居士”。司空氏因号“耐辱堂”。

## 朝鮮姓氏
司空（사공）是朝鲜姓氏之一，拥有2支本贯。韩国2000年的人口普查显示司空姓在韩国约有4,307人。
| 本贯       | 創始者                               | 比例 (%) （2000年） |
| ---------- | ------------------------------------ | ------------------- |
| 孝令司空氏 | 源于中国唐朝僖宗時代的禮部侍郞司空圖 |                     |
| 居平司空氏 |                                      |                     |

## 延伸阅读
[在维基数据编辑]